# Waffenruhe
Die Waffenruhe oder Feuerpause ist ein im Völkerrecht nicht geregelter, aber gebräuchlicher Begriff, der im Unterschied zu einem vertraglich festgelegten Waffenstillstand gem. Art. 36 ff. der Haager Landkriegsordnung von 1907 die nur vorübergehende Unterbrechung von Kampfhandlungen bezeichnet. Eine Waffenruhe soll insbesondere die Bergung von Verletzten und Verwundeten, humanitäre Hilfe für die Zivilbevölkerung, den Austausch von Gefangenen zwischen den Kriegsparteien oder den Durchlass von Parlamentären ermöglichen, mündet aber nicht notwendig in einen Friedensvertrag. Die Kriegsparteien können die Feindseligkeiten jederzeit wieder aufnehmen.
Zur Aufrechterhaltung der Waffenruhe im Kosovo wurde im Jahr 1999 die Kosovo-Truppe (KFOR) aufgestellt.